# Джамшид
Джамшид, Джемшид (перс. جمشید‎‎, Jamshīd; тадж. Ҷамшед; авест. 𐬫𐬌𐬨𐬀 𐬑𐬱𐬀𐬉𐬙𐬀 Yima Xšaēta; др.-перс. Yama; пехл. Jam, Jamšēd от авест. 𐬫𐬌𐬨𐬀 Yima — «близнец») — в иранской мифологии и эпосе царь, четвёртый правитель из династии Парадата (Пишдадидов).
Эпитет Йимы — «Хшайта» — толкуется как «правитель» либо как «сверкающий» (Йима Сверкающий; Йима сиятельный).
Считался идеалом царя у персов. Согласно «Авесте», был основателем культуры, земледелия и религии; переселил дикие горные племена в плодородные равнины с мягким климатом; идя с востока или северо-востока, дошёл до Персидского залива. Общался с богом Ормуздом, который приказал ему дать счастье людям. Ему приписывают изобретение музыки, календаря, постройку многих городов, разделение народа на сословия и устройство судов. По преданию, он так возгордился, что стал считать себя богом, взял в жёны одну из дэв и был низвергнут в загробный мир. По другим сказаниям, его собственный племянник восстал на него; его полководец Зогак победил Джамшида и завладел его царством. Джамшид странствовал по земле в течение тысячи лет, прежде чем умереть. От власти Зогака Персию избавил сын Джамшида — Феридун.

## В Авесте

### Йима
Согласно «Хом-яшту» (Ясна IX 4-5), его отец Вивахвант первым выжал сок хаомы, и в награду породил сына, в царствование которого не было ни мороза, ни зноя, ни старости, ни смерти для людей и скота, и все люди имели облик пятнадцатилетних юношей.
Йима приносил в жертву Ардвисуре жеребцов, коров и овец на горе Хукарьи, прося власти над людьми и дэвами (Ардвисур-яшт V 25-27); и молился Аши, чтобы удалить от всех созданий голод, жажду, старость и смерть (Ард-яшт XVII 28-31); о том же он просил Дрваспу, принося жертвы («Гэуш-яшт», Яшт IX 8-10), и Вайу («Рам-яшт», Яшт XV 15-16). Поэма «Вавилонское дерево» (22) упоминает, что Йима подчинил дэвов. По «Авесте», его сестра и жена — Арнавак (у Фирдоуси Арнаваз не названа женой Джамшида). Почитание его фраваши упомянуто во «Фравардин-яште» (Яшт XIII 130).
В «Гатах» Заратуштры Йима осуждается за некий грех. Неясность оригинала (Ясна XXXII 8) допускает различные переводы и толкования: либо за то, что ввел употребление в пищу говядины (Ж. Дюшен-Гийемэн, М. Элиаде, И. С. Брагинский, Э. В. Ртвеладзе и соавторы); либо за то, что поклонялся скоту (И. М. Стеблин-Каменский и другие авторы); либо за то, что провозгласил себя Быком-Богом (М. Н. Боголюбов).
Божество Йама упоминается в древнеперсидских текстах V века до н. э. из Персеполя. И. С. Брагинский предполагает, что предание о первоцаре Йиме сложилось среди скотоводов, в то время как о первоцаре Гайа Мартане — среди земледельцев, а о Керсаспе — среди коноводов.
Во второй главе «Видевдата» («Вендидада») содержится рассказ о деяниях Йимы, который назван «владетелем добрых стад». Он был первым из смертных, к кому обратился Ахура-Мазда и наставлял в ахуровской вере.
Йима обещал стать защитником и хранителем мира и получил от Ахура-Мазды два орудия. Второе из них переводится как «кнут», «хлыст» или «плеть», украшенная золотом; в толковании первого названия мнения расходятся, И. М. Стеблин-Каменский понимает его как «золотой рог», предлагались также переводы: золотая стрела (С. Н. Соколов; А. А. Фрейман), золотой бодец (И. С. Брагинский), стрекало (М. Дрезден), палка (К. Г. Залеман), кольцо или плуг.
После 300 лет правления царство Йимы переполнилось скотом, людьми, животными и огнями, о чём ему сообщил Ахура-Мазда. Тогда Йима, обратившись к югу, провёл по земле кнутом и дунул в рог (по другим толкованиям, дотронулся до земли вышеупомянутым золотым предметом), и попросил землю (Спента-Армайти) расшириться, чтобы вместить скот и людей, после чего она раздвинулась на треть по сравнению с прежним. Эта операция повторялась ещё дважды с промежутком в 300 лет (после 600 и 900 лет правления), и каждый раз земля раздвигалась на треть от первоначального объёма, и в итоге удвоилась. Вторая половина главы рассказывает о строительстве убежища (см. ниже).
Сочинение «Суждение духа разума» отмечает четыре пользы от правления Йимы (XXVII, 24-33). Первая — установление бессмертия для творений на 600 лет, вторая — строительство убежища (см. ниже). Четвёртая польза в том, что Йима не отдал барана дэвам, хотя они предлагали взамен его слона. Третья польза — возвращение «соразмерности мира», проглоченной Ахриманом, из его утробы (то есть Ахриман проглотил договор, заключённый им с Ормаздом в начале времен). Смысл этой фразы проясняется из легенды, излагаемой в «Ривайате»: как Джам вызволил тело Тахмураса, проглоченное Ахриманом, с помощью лести войдя к нему в доверие, и похоронил тело. Однако от прикосновения к трупу его руку поразила проказа, от которой он излечился, лишь случайно окропив руку коровьей мочой и открыв тем самым её очистительные свойства.
«Чихрдад-наск» называл Йиму третьим царём семи областей земли.
В «Бундахишне» сказано, что Йима был братом Тахморупа; построил десять тысяч деревень и городов в области у горы Бакир; воздвиг себе жилище из драгоценных камней на горе Альбурз; удачно исполнял все дела с помощью трёх священных огней; возжёг в Хорезме огонь жречества Атур-Фарнбаг (Адур-Фробак; «Бундахишн» XVII 5). Йама был женат на своей сестре Йами, их детьми были близнецы сын Аспьян и дочь Зарешум, которые вступили в брак между собой.
«Денкард» приводит такую его родословную: он был сыном Вивангхи, сына Айангхада, сына Анангхада, сына Хушанга. «Денкард» рассказывает, что Джамшед был величайшим из царей, распространил среди людей веру и богопочитание (ослабив тем власть дэвов Фрехибут и Айбибут), дал людям десять заповедей, а его враг Зохак, бывший основоположником иудейской религии, дал людям свои, противоположные десять заповедей.

### Убежище
О строительстве Вары (авест. «крепость, усадьба») говорится в «Видевдате» (II 20-43). Ахура-Мазда и Йима устроили собрание «на славном Арианам-Вайджа у Вахви-Датии», причём Ахура-Мазду сопровождали небесные божества, а Йиму — лучшие смертные. Ахура-Мазда сообщает Йиме, что миру грозит гибель, ибо сперва наступит страшная зима и холод, который погубит две трети скота, а затем таяние снегов повлечет наводнение. Бог советует построить вару, где будут спрятаны запасы: «семя мелкого и крупного скота, людей, собак, птиц и красных горящих огней», а также растений (всё это «по паре»), провести туда воду, построить дома и помещения для животных. Саму вару Йима должен был вылепить из земли, она построена там же, в Арианам-Вайджа (Эран-Веже).
Строка текста, где говорится о форме вары («размером в бег на все четыре стороны»), является предметом дискуссий. По Л. А. Лелекову, она квадратная, что учёный (со ссылкой на статью Ж. Дюмезиля) сопоставляет с квадратными городами и сооружениями других индоевропейских традиций. И. М. Стеблин-Каменский же указывает, что вара (судя по описанию в II 30) ограждалась тремя концентрическими кругами стен, и сравнивает её с планировкой поселений древних ариев в Южном Приуралье. В вару должны были попасть лишь лучшие растения и животные, и не должны были попасть люди с физическими недостатками, а всего там должны были быть помещены 1900 мужчин и женщин (1000 во внешней зоне, 600 — в средней, 300 — во внутренней). Их нужно было согнать в вару золотым рогом и запереть там с помощью двери-окна. Год там казался одним днём, и каждые 40 лет пара людей порождала новую пару, и то же случалось с видами скота («Суждения Духа разума» уточняют, что люди там жили 300 лет).
В это убежище маздаяснийскую веру принесла птица Каршипт. Урватнар (Урватат-нара), сын Зардушта, стал главой земледельцев в Варе. «Бундахишн» локализует убежище в Парсе, под горой Джамакан.
В сочинении «Суждения духа разума» (XXVII 27-31) говорится об убежище (Йимкарде) с несколько другими деталями: большую часть людей и других творений погубит ливень Маркусан; и тогда Йима откроет дверь убежища, люди и другие существа выйдут из него и воссоздадут мир.
Из текста остаётся не вполне ясным, отнесён ли в нём всемирный потоп к правлению Йимы или к будущим временам, как в «Бундахишне» (указание на приход туда сына Заратуштры указывает на второе, М. Элиаде также рассматривает рассказ в эсхатологическом плане). Выдвигалась гипотеза, что рассказ отражает таяние льдов, последовавшее за последним оледенением.
Мирча Элиаде указывает, что эта «большая зима» длится три года, и сопоставляет её с зимой Фимбуль в германской традиции, причем полагает, что это архаическая эсхатология, которая оказалась позднее инкорпорирована в зороастризм.

### Конец правления
В сочинении «Суждения духа разума» (стр. I 25) отмечено, что Ормазд создал Йиму бессмертным, а Ахриман это изменил. В «Ривайате» сказано, что он возгордился, возомнил себя творцом мира и был низвергнут в ад.
Рассказ о конце правления Йимы содержится в «Замйад-яште» (Яшт XIX 31-38). Он царствовал счастливо, правил «семью каршварами» земли, в его царстве были бессмертны скот, люди, растения, не истощались воды, пока он «не взял себе на ум неистинное слово». Тогда Йиму трижды покинуло хварно в облике птицы Варагн (ястреба), и три его части попали к Митре, Трайтаоне и Кэрсаспе (Замйад-яшт XIX 34-38).
«Бундахишн» говорит, что после потери фарра Йима взял себе жену у дэвов, а свою сестру Йимак отдал в жены дэву, и от этих браков произошли обезьяны, медведи и другие виды. Йима правил 616 лет и 6 месяцев, а после 100 лет был в укрытии, и его смертью завершается тысяча лет под созвездием Весов.
По рассказу «Бундахишна», когда Йима был повержен, огонь Фробак, который был установлен в алтаре огня на горе Фарроманд в Хварезме, когда Джамшид получил бессмертие, спас его фарр от попадания в руки Дахака.
Йиму распилил пополам его брат Спитьюра (Спитур) (Замйад-яшт XIX 46), после чего началось правление змея Дахака.

## Индоиранские параллели
Йима, сын Вивахванта, и по имени (которое означает «близнец»), и по многим качествам соответствует ведийскому Яме, сыну Вивасванта («Блистающего»), также он сопоставляется с Имиром. Сестра Йимы Йимак соответствует ведийской Ями, в чём видят миф об инцесте близнецов.
Сама идея подземного жилища Йимы сопоставляется с «Обиталищем Ямы» в Ригведе («бессмертный нерушимый мир», «где немеркнущий свет»), то есть царством мёртвых, владыкой которого является Яма, и которое в то же время оказывается царством бессмертия.

## Образ в «Шахнаме»
В поэме Фирдоуси Джемшид — сын Тахмуреса и праправнук первого царя Кеюмарса. Его правление представлено как золотой век.
По Фирдоуси, всего Джемшид правил 700 лет: вначале отмечено несколько периодов по 50 лет, которые Джемшид посвящал отдельным видам культурных деяний. В первый период он изобрёл доспехи; следующие полвека посвятил изобретению и внедрению использования шёлка, мехов и иной одежды из ткани; ещё один период потратил, разделив людей на четыре сословия: священников, воинов, земледельцев и ремесленников; дивы же, не входившие в эту схему, были привлечены на строительство с использованием кирпичей. В последующем Джемшид также изобрёл добычу самоцветов, благовония, лекарства и мореходство, после чего воссел на престол и учредил праздник Нового дня (в день хормоз месяца фервердин).
Следующие 300 лет люди под управлением Джемшида жили счастливо. Однако Джемшид возгордился и обратился к вельможам с требованием признать его создателем. Тогда благодать оставила его, и после её потери за 23 года его рать рассеялась, а многие князья восстали против царя. Фирдоуси также связывает со временем Джемшида начало употребления в пищу мяса, но приписывает это не самому Джемшиду, а Зохаку.
Тогда иранцы обратились к арабу Зохаку и нарекли его царём. Джемшид бежал и 100 лет скрывался, после чего был найден на море Чин, настигнут, и его распилили пополам.
В рассказе о правлении Бахрама Гура Фирдоуси излагает легенду о том, как был найден подземный дворец Джемшида, где хранились сокровища (другое содержимое дворца не упоминается).

### Комментарии
1. ↑  В оригинале: «триста зим», эти зимы нужно отличать от великой зимы, о которой речь далее.
2. ↑  Перечисление следует порядку оригинала, хотя несколько сокращено.
3. ↑  Так в тексте, речь идёт о строительстве глинобитной крепости.
4. ↑  Это место, имеющее аналогии в индийских текстах, иногда пытались толковать как указание на полярный день
5. ↑  Так понимают Брагинский (История всемирной литературы. Т.1. С.268) и Лелеков (МНМ. Т.1. С.215)